# Ingvar Lundberg
Per Ingvar Lundberg, född den 30 september 1934 i Bromma församling, död den 23 april 2012 i Hanhals församling i Kungsbacka kommun, var en svensk professor i psykologi med fokus på läs- och skrivutveckling samt dyslexi.

## Biografi
Lundberg föddes i Stockholm 1934 och fick också sin utbildning där. Hans första yrkesverksamma tid var som folkskollärare i Stockholms innerstad. Han knöts ganska snart till Psykologiska institutionen vid Stockholms universitet där han var verksam under 50- och 60-talen. Han genomgick forskarutbildning och blev i slutet av tiden i Stockholm studierektor för forskarutbildningen. Han flyttade 1967 till Umeå och blev verksam vid det då nystartade universitetet. Han disputerade där 1971 för Mats Björkman med en avhandling om grundläggande principer för människans inläsning av information.
På 1970-talet utvecklade han sitt intresse för läs- och skrivutveckling.  Han var verksam som professor i utvecklingspsykologi vid Umeå universitet fram till 1995. Han flyttade samma år till Göteborg och knöts till Psykologiska institutionen vid Göteborgs universitet. 
Som forskare var Lundberg främst fokuserad på läsinlärning. Bland annat försökte han ta reda på vad som ligger bakom dyslexi, om det går att förebygga lässvårigheter och vilka sociala, kognitiva och språkliga förutsättningar som krävs för en positiv läsutveckling. Lundberg undersökte också kopplingen mellan lässvårigheter och räknesvårigheter. Han blev känd för forskningsprojektet Bornholmsmodellen som genomfördes på den danska ön Bornholm. Han kunde där tillsammans med övriga forskare konstatera vilken avgörande betydelse språklekar har för förskolebarnets förmåga att lära sig läsa och för att förstå språkets uppbyggnad och funktion, där rim, ramsor, verser och sånger är fundamentala lustfyllda verktyg.
Tillsammans med Katarina Herrlin tog Lundberg fram God läsutveckling, ett av Sveriges två dominerade pedagogiska verktyg för kartläggning av elevers läsutveckling. Han var även delaktig i framtagandet av läromedlet Kom och läs.
Han författade flera läroböcker i psykologi. Sommaren 2007 var han värd i Sommar i P1. År 2009 tilldelades han Hans Majestät Konungens medalj av åttonde storleken för sina insatser inom läsforskning och dyslexi.